# Granulorsidis granulipennis
Granulorsidis granulipennis är en skalbaggsart som beskrevs av Stefan von Breuning 1980. Granulorsidis granulipennis ingår i släktet Granulorsidis och familjen långhorningar.
Artens utbredningsområde är Filippinerna. Inga underarter finns listade i Catalogue of Life.